# Gantimur
Gantimur (rusky Гантимур, mongolsky Гантөмөр; † 1686) byl ruský kníže evenckého původu. Původně jeden z náčelníků evenckých rodů ve východním Zabajkalsku, v 50. letech 17. století váhal mezi životem na ruském, nebo čchingském území. Nakonec si roku 1667 vybral ruské poddanství, což vyvolalo téměř dvě desetiletí protestů čchingské vlády a živilo rusko-čchingské konflikty. Roku 1684 se nechal pokřtít, zemřel na cestě do Moskvy.

## Život
Gantimur byl koncem 40. let 17. století náčelník Něljudů, jednoho z rodů stepních (neboli jízdních) Evenků (Tunguzů), lovců a pastevců. Žil se svým rodem ve východním Zabajkalsku, ve vrchovině Šilky mezi ústími Ononu a Něrči. Měl kolem 500 mužů.
Od začátku 1651 dobrovolně odevzdával jasak (daň v sobolích kožešinách) Rusům, kteří se tehdy objevili v Zabajkalsku a na Amuru. Ruští historikové tradičně považují odevzdání jasaku za znak přijetí ruského poddanství. Ruský historik Andrej Zujev však míní, že věc nebyla tak jednoznačná, Gantimur zřejmě začátkem 50. let odevzdání jasaku s přijetím poddanství neztotožňoval, jasak mohl dávat i jako dar nebo výměnou.
Roku 1654 přestal Rusům jasak platit a odešel se svými lidmi na jih, k řece Arguň, a usadil se u řek Gan a Chajlar. Rusové ho vyzývali k návratu, ale neúspěšně. Téhož roku Evenkové, včetně Gantimura, zaútočili na Rusy v Šilském ostrohu (předchůdci Něrčinska), postaveném na jejich území.
V létě 1656 se vrátil k Rusům, znovu začal platit jasak, a situace se uklidnila Na podzim 1656 však oblastí prošla skupina padesáti vzbouřených kozáků táhnoucích na Amur, která cestou olupovala domorodce. Ti reagovali nepřátelstvím ke všem Rusům a roku 1656 zničili Irgenský a 1657 vyvrátili i Šilský ostroh.  Gantimur se však tohoto neúčastnil, zřejmě koncem roku 1656, nebo později (roku 1658), totiž odešel opět na jih, a sice k řece Non.
Většina historiků na základě jeho pozdějšího tvrzení (z roku 1685) uvádí, že jeho lid odehnali na Non Čchingové a on odešel s nimi. Od Čchingů dostal plat, 4. hodnost a pravomoc nad svými lidmi.
Po aktivizaci Rusů na Amuru v 60. letech Čchingové přikázali Gantimurovi zaútočit na Rusy, ten však roku 1667 se svými lidmi přešel zpět na ruské území. zřejmě kvůli blíže neznámým sporům s čchingskými úřady. Po něm přešlo k Rusům ještě několik domorodých náčelníků. Čchingové v tom viděli nebezpečný precedent a projev nálad mezi místními kmeny, protestovali u něrčinského vojevody a žádali Gantimurovo vydání. Vydání Gantimura bylo stálým požadavkem čchingské diplomacie vůči Rusku po celá 70. léta i první polovinu let 80.
V polovině 70. let měl Gantimur devět žen, 30 dětí a 300 bojovníků. Požádal o přestup na pravoslavnou víru a roku 1684 byl se synem Katanem pokřtěn, dostal jméno Petr, jeho syn Pavel. Poté na vlastní žádost se synem v doprovodu syna bojarského Ignatije Milovanova odcestoval do Moskvy, na půl cestě – v Narymu – však (roku 1685) zemřel.

## Gantimurův rod
Gantimurův syn Katana-Pavel byl v Moskvě přijat s respektem jako přední čestný host, přijal ho car a bohatě obdaroval, byl zapsán mezi ruské šlechtice v nejprestižnějším, moskevském, seznamu a dostal knížecí titul a dům a dvůr v Něrčinsku. Gantimurovi potomci poté věrně a spolehlivě sloužili Rusku, přičemž dědičně a autonomně, za minimálního vměšování ruské vlády, vládli svým Evenkům kočujícím u řek Ingody, Šilky a Arguni. Roku 1689 měli cca 5600 lidí. Začátkem 90. let 17. století byli schopni do ruských služeb postavit 3000 jezdců. Roku 1760 byl zřízen 500členný evencký jízdní kozácký pluk pohraniční stráže, kterému dědičně velela gantimurovská knížata. Ve 20. letech 19. století bylo gantimurovským knížatům podřízeno téměř 11 tisíc Evenků.

## Zajímavosti
V Amurském oblastním muzeu v Blagoveščensku je vystavován Gantimurův luk, reflexní luk mongolského typu.
Potomkem Gantimura je Natalja Sergejevna Gantimurová, modelka a Miss Ruska 2011.